# Pavle Ilić
Pavle Ilić, srbski general, * 10. april 1910, † 16. junij 1964.

## Življenjepis
Pred aprilsko vojno je bil stotnik VKJ. Leta 1941 se je pridružil NOVJ, naslednje leto pa je postal član KPJ. Med vojno je tako bil poveljnik 6. bataljona 1. proletarske brigade, načelnik štaba 2. proletarske brigade, pomočnik načelnika Vrhovnega štaba, v.d. poveljnika 8. korpusa, delegat VŠ pri GŠ NOV in PO Srbije, načelnik GŠ NOV in PO Makedonije, načelnik štaba 5. armade,...
Po vojni je končal VVA JLA in bil med drugim načelnik štaba armade, poveljnik Inženirstva JLA, načelnik Šole taktike VVA JLA, poveljnik Mejnih enot JLA,...